# Claudio Lauretta
Claudio Lauretta (Novi Ligure, 20 luglio 1970) è un attore, imitatore e comico italiano.

## Biografia
Inizia la carriera da ragazzo come attore teatrale negli anni ottanta, entrando a far parte di alcune compagnie della provincia di Alessandria. Lavora quindi come dj per alcune radio alessandrine e come imitatore nel programma di Telecity Dalle 11.30 in poi con un pizzico di...
Nel 1992 fa la sua prima apparizione nazionale partecipando come ospite al programma di Rai 1 Piacere Raiuno. Partecipa al Festival Nazionale del Cabaret nel 1995, ricevendo il Premio del Pubblico. Successivamente viene chiamato dal regista Antonio Ricci per partecipare alla trasmissione Striscia la notizia; ha partecipato inoltre a due edizioni del Festival di Sanremo e alle trasmissioni Una volta al mese, Con le unghie e con i denti, Maurizio Costanzo Show, Tira & Molla, La notte dei misteri, La sai l'ultima?, Fac Simile e molte altre.
Dal 2003 interpreta alcuni suoi personaggi all'interno dei programmi Caffelatte News e Beauty Farm su Radio Monte Carlo. Durante la stagione 2004/05 partecipa al programma Markette - Tutto fa brodo in TV di Piero Chiambretti in onda su LA7: fra i personaggi imitati vi sono numerosi politici, cantanti e persone dello spettacolo. Rinnova continuamente il suo repertorio adattandolo e trasformandolo all'attualità. I testi sono scritti da lui stesso e dal suo chitarrista Sandro Picollo, in passato ha collaborazione con l'autore Marcello Reale. Lauretta ha interpretato il brano Riapparapparà (colonna sonora dello spot 1240) con il Coro dei Piccoli Cantori di Milano.
Tra le sue più celebri imitazioni si annoverano personaggi quali Renato Pozzetto, Matteo Renzi, Vittorio Sgarbi, Adriano Celentano, Mago Forrest, Piero Chiambretti, Beppe Grillo, Antonio Di Pietro, Platinette, Giovanni Floris, Mario Giordano, Claudio Bisio, Matteo Salvini, Giuseppe Conte, Silvio Berlusconi, Gerry Scotti, Umberto Bossi e Luca Giurato. Nel 2007 appare, in un ruolo secondario, nel film Nero bifamiliare, esordio alla regia di Federico Zampaglione. Nel 2009 entra nel cast fisso della trasmissione Ciao Belli in onda tutti i giorni dalle ore 13 alle 14 condotto da Digei Angelo e Roberto Ferrari, in onda su Radio Deejay. Nel 2015 ha prestato la voce per la telecronaca di Paolo Rosi presente in Pietro Mennea - La freccia del Sud, in quanto l'audio originale era di qualità insufficiente per poter essere utilizzato.
Partecipa alle audizioni della sesta edizione di Italia's Got Talent, comparendo nella sesta puntata, dove si esibisce in diverse imitazioni. Nel 2016 entra nel cast fisso della trasmissione Colorado su Italia 1, condotta da Luca e Paolo; tra i personaggi imitati figurano Vittorio Sgarbi, l'allora premier Matteo Renzi e il Presidente USA Donald Trump interpretato con la voce di Renato Pozzetto. Nel 2017 fa parte del cast di Colorado su Italia 1 condotto da Paolo Ruffini, Federica Nargi e Gianluca Scintilla Fubelli, nello stesso anno doppia i personaggi di Bettino Craxi, Umberto Bossi e Giovanni Minoli nella fiction Sky 1993.
Nel 2018 partecipa alla trasmissione Quelli dopo il TG telefonando ad Emilio Fede e imitando Silvio Berlusconi, e sempre imitando l'ex presidente del Consiglio, esegue un simile scherzo avente come vittima l'ex senatore Antonio Razzi. Nel 2019 partecipa alla trasmissione Mai Dire Talk su Italia 1 dove imita Beppe Grillo e vari personaggi, sempre nello stesso anno partecipa alla trasmissione Striscia la notizia, dove, per la prima volta in Italia, utilizza il Deepfake per imitare Matteo Renzi (ovvero una particolare tecnica digitale dove viene utilizzato il volto dell'imitato, ma dove la voce rimane dell'imitatore) creando particolare scompiglio nelle principali testate giornalistiche Italiane, le quali inizialmente, catalogarono il fatto come reale. Nel 2020 partecipa al programma di Italia 1 Enjoy - Ridere fa bene condotto da Diego Abatantuono e Diana Del Bufalo e a Voice Anatomy su Rai 2, continuando a parteciparvi anche l'anno dopo.
Nel 2021 fa parte della giuria di Tale e Quale Show nella prima e nella sesta puntata. Nel 2022 è uno dei concorrenti.

## Televisione
- Dalle 11:30 con un pizzico di... (Telecity, 1986)
- La sai l'ultima? (Canale 5, 1994) - concorrente
- Striscia la notizia (Canale 5, 1995-2001, dal 2019)
- Paperissima Sprint (Canale 5, 1997, 1999, 2001)
- Tira e molla (Canale 5, 1998)
- Markette - Tutto fa brodo in TV (LA7, 2004-2007)
- Colorado (Italia 1, 2005, 2016-2017)
- La tintoria (Rai 3, 2008)
- Chiambretti Night (Italia 1, 2009-2011)
- Zelig (Canale 5, 2012-2013)
- Italia's Got Talent (Sky Uno, 2015) - sesta puntata
- Portati una sedia (Telenorba, 2019)
- Enjoy - Ridere fa bene (Italia 1, 2020)
- Voice Anatomy (Rai 2, 2020-2021)
- Tale e quale show (Rai 1, 2021-2022)
- Fake Show - Diffidate delle imitazioni (Rai 2, 2023)

## Radio
- Caffelatte News (Radio Monte Carlo, 2006-2009)
- Ottovolante (Radio 2, 2007-2009)
- Ciao Belli (Radio Deejay, 2009-in corso)